# Клінтон Джексон
Клінтон Джексон (англ. Clinton Jackson, 20 травня 1954, Евергрін) — американський професійний боксер, призер чемпіонату світу серед аматорів.

## Аматорська кар'єра
1974 року на першому чемпіонаті світу з боксу завоював срібну медаль. Після чотирьох перемог над Вілбертом Мусса (Танзанія), Мукоко Майо (Заїр), Майком Маккаллумом (Ямайка) і Збігневом Кіцка (Польща) він лише у фіналі програв Еміліо Корреа (Куба).
На Панамериканських іграх 1975 став чемпіоном, здобувши перемоги над Майком Маккаллумом (Ямайка), Маріо Дорантесом (Мексика), Еміліо Корреа (Куба) і Кеннетом Бристоль (Гаяна).
На Олімпійських іграх 1976 здобув дві перемоги і програв у чвертьфіналі Педро Гамарро (Венесуела) — 2-3.

## Професіональна кар'єра
Клінтон Джексон дебютував на профірингу 1979 року. Виступав з перемінним успіхом, жодного титулу не завоював.

## Вчинення злочину
1989 року Джексон здійснив викрадення банкіра з Алабами з метою вимагання грошей, за що був засуджений до довічного ув'язнення.